# Metriocnemus brusti
Metriocnemus brusti är en tvåvingeart som beskrevs av Ole Anton Saether 1989. Metriocnemus brusti ingår i släktet Metriocnemus och familjen fjädermyggor.
Artens utbredningsområde är Manitoba. Inga underarter finns listade i Catalogue of Life.